# Pounamuella
Pounamuella là một chi nhện trong họ Orsolobidae.